# Alvorada do Norte
Alvorada do Norte es un municipio brasileño del estado de Goiás. Su población estimada en 2004 era de 7.647 habitantes.
Es bordeada por el río Corrente y el mismo hace límite con el municipio de Simolândia, que se encuentra después de un puente sobre el río. 
Alvorada do Norte surgió en 1958 como poblado del municipio de Sitio d ' Abadia, fruto de articulaciones de las autoridades locales. Además del río Corrente, el municipio de Alvorada es bordeada por otras 34 lagunas.

## Turismo
Se encuentra sobre la ruta BR-020, camino natural para quien va desde la Región Centro-Oeste del Brasil para la Región Nordeste del Brasil. Las bellas sierras que cruzan la región ofrecen, a los turistas y viajantes, un bello paisaje.

## Fiestas del pueblo
Una tradición de la ciudad es subir la sierra "General", a pie, hasta la imagen del Cristo, para cumplir promesas.